# الشجناء (وشحة)

تعديل مصدري - تعديل

الشجناء هي إحدى قرى عزلة بني هني بمديرية وشحة التابعة لمحافظة حجة، بلغ تعداد سكانها 146 نسمة حسب تعداد اليمن لعام 2004.